# What I Want
Singles de Bob Sinclar
Sound of Freedom
(2007) What a Wonderful World (chanson de Bob Sinclar)
(2008)
What I Want est un single du DJ Bob Sinclar. La chanson est présentée sous le nom de "Bob Sinclar présente Fireball". Il provient de l'album Soundz Of Freedom sur la face B on retrouve le morceau version club mix.
À l'origine, Fireball envoie la chanson à Bob Sinclar mais la version est mal accordée au niveau du tempo. Bob Sinclar décide donc de le remixer et de le produire sous son propre label Yellow productions la chanson sous le nom de Bob Sinclar bénéficie d'une bonne notoriété dans les médias français.

## Classement par pays
| Pays                          | Meilleure position |
| ----------------------------- | ------------------ |
| France Top 50                 | 6                  |
| Pays-Bas Top 40               | 7                  |
| Portugal Classement single    | 7                  |
| Belgique Classement single    | 8                  |
| Finlande Classement single    | 8                  |
| Royaume-Uni Classement single | 52                 |
| Suisse Classement single      | 57                 |